# Cmentarz Storożowski w Mińsku
Cmentarz Storożowski w Mińsku (ros. Сторожовское кладбище) – nieistniejący zabytkowy cmentarz położony w Mińsku na Białorusi.
Cmentarz powstał po rozbiorach Rzeczypospolitej, gdy Katarzyna II wydała ukaz o zakazie pochówków w centrach miast. Utworzono wówczas trzy nowe nekropolie: dla rzymskich katolików na Kalwarii, dla unitów na Złotej Górce, a dla prawosławnych właśnie Cmentarz Storożowski (zwany cmentarzem na Perespie).
W 1937 obiekt został zamknięty, jednak w czasie okupacji niemieckiej Mińska nadal chowano tu zmarłych. Po II wojnie światowej zdecydowano o jego likwidacji przenosząc niektóre nagrobki (np. rewolucjonisty Iwana Pulichowa) na Cmentarz Wojskowy. Większość pomników została jednak w barbarzyński sposób zniszczona (m.in. grób białoruskiego socjalisty Alesia Burbisa).
W latach pięćdziesiątych XX wieku dokonano profanacji cmentarza budując na jego miejscu kino Spartak. Obecnie znajduje się w nim Młodzieżowy Teatr.